# جمعية سيشل الوطنية
جمعية سيشل الوطنية (بالإنجليزية: National Assembly)‏  هي الهيئة التشريعية في سيشل، وتتكون من 31 مقعداً.